# Niklas Bechvid
Niklas Bechvid es un deportista sueco que compitió en vela en la clase Europe. Ganó una medalla de oro en el Campeonato Mundial de Europe de 1986.

## Palmarés internacional
| Campeonato Mundial | Campeonato Mundial   | Campeonato Mundial | Campeonato Mundial |
| Año                | Lugar                | Medalla            | Clase              |
| ------------------ | -------------------- | ------------------ | ------------------ |
| 1986               | Helsinki (Finlandia) | Medalla de oro     | Europe             |